# アメニティ
アメニティ / アメニティー（英: amenity）とは、第一義的には、快適性、快適な環境、魅力ある環境などを意味する語、つまりは、「住み心地のよさ」「居住性（のよさ）」を表す概念である。
19世紀後半以来イギリスにおいて形成されてきた、環境についての思想に基づいており、都市計画や環境行政の根本的価値観、中心的原理に位置づけられる。もっとも、研究者によってニュアンスを微妙に違える定義が様々に並存している。

## 概要
広義の一つには、「心地よさ、快適さ、快適性、楽に暮らすために必要なものが整い、整備されていること」、「生活を便利で、楽しくするもの」、「恩恵・特典を追加しうるもの」であり、そうした設備、快適もしくは適度なその環境（自然環境・社会環境）を意味する。
現在これらの意味での「アメニティ」を用いる企業・団体等も少なくない。居住環境等の関連語としての「アメニティ」の使用例を挙げれば、以下のとおり───
大阪アメニティパーク（不動産分野）、荒川区アメニティタウン計画研究・快適環境整備事業（不動産分野）、インテックアメニティ（不動産分野、ほか）。アメニティ（環境サービス分野）。ベストアメニティ（食品分野、宿泊分野）。アメニティーズ（娯楽分野）。笑顔アメニティ研究所（経営コンサルタント業。cf.）。食アメニティ・コンテスト（農林水産省主催事業）、農村アメニティ・コンクール（農林水産省主催事業）。マルチ・アメニティ・エクスプレス（Multi Amenity Express. 新幹線E1系電車および新幹線E4系電車の愛称）。
英国では、環境共生都市の起源ともいえる「田園都市論」、日本の都市公園施策に大きな影響をもたらした「オープン・スペース法」、市民活動を中心としたランドスケープの保護・保全等に特徴がみいだせる「ナショナルトラスト法」「シビックアメニティ法」等が有名であるが、特に近年の「都市・田園アメニティ法」(1974年)等に代表されるように、各時代においてアメニティの充実に視点をおき、都市と農村との整合を図った都市整備が特徴的である。
英国におけるアメニティ概念の形成と主な環境関係トラストの成立経緯は以下の通りである。
- 1848年 公衆衛生法と公園の位置づけ等都市環境改善のための法律
- 1875年 住居改善法劣悪な住宅建設の規制
- 1898年 ハワードの都市と農村の融合を図った田園都市運動開始
- 1906年 オープンスペース法制定、オープンスペース内の建ペイ率規制
- 1907年 ナショナルトラスト法制定、歴史的建造物、優れた風景地等の保護等
- 1909年 住居・都市計画法制定、アメニティの考えを取り込んだ都市計画
- 1925年 都市計画法住居法と都市計画法の分離・独立
- 1932年 都市・田園計画法で用途地域、建築物周囲の空地確保、樹木・樹林等の保護等
- 1946年 新都市建設法でグリーンベルト、職・住・レクリエーション機能が完備した都市整備制定
- 1959年 スタタード、アメニティの定義:美、快適さ、上品さ、豊かな生活を享受する機会
- 1967年 シピックアメニティ法（シビック・トラスト）、都市の美しさ、歴史的建造物・地区の保存等
- 1970年 BTCVトラスト、里山の自然や田園風景の保護、破壊された自然の回復運動等
- 1972年 スミス、アメニティ定義:公衆衛生、快適さ、保存の3相から概念規定
- 1974年 都市・田園アメニティ法でアメニティの視点からの樹木、自然保全、建造物の保存
- 1980年 グラウンドワークトラスト市民・行政・企業のパートナーシップ、フリンジの環境改善等
- 1990年 ラーニング・スルー・ランドスケープトラスト校庭の環境改善、環境教育・学習等の支援等

## アメニティグッズ
また、第一義的の「アメニティ」から転じて、宿泊施設（ホテル、旅館、その他）で用意される宿泊客専用の客室設備の総称としても用いられる。なかでも特に、髭剃り、石鹸、シャンプー、歯磨きセット など一泊用の使い捨て備品を指すことが多く、これらは基本的にバスルーム用の小物類であることから バスアメニティ（英語: bath amenity）と呼ばれることが多い。ただし、日本語ではこれを アメニティグッズ（和製英語: amenity goods）と呼ぶことが多い。さらには、航空機内サービス備品の、例えばアイマスクや毛布、スリッパなどといった小物類もこの部類（英語で言う "amenity"、日本語で言う「アメニティグッズ」）に入る。